# Kurt-Hartwig-Siemers-Wissenschaftspreis
Der Kurt-Hartwig-Siemers-Wissenschaftspreis ist nach dem Hamburger Bankier, Schiffsmakler und Philanthropen Kurt Hartwig Siemers benannt. Die Auszeichnung ist für Wissenschaftler bestimmt, die an der Universität Hamburg eine über die Dissertation hinausgehende hervorragende wissenschaftliche Leistung erbracht haben.

## Entwicklung des Preises
Zu Ehren ihres langjährigen Vorsitzenden Kurt Hartwig Siemers rief die Hamburgische Wissenschaftliche Stiftung 1970 das Kurt-Hartwig-Siemers-Stipendium ins Leben, später umbenannt in Kurt-Hartwig-Siemers-Wissenschaftspreis. Der Preis ist derzeit mit 50.000 Euro dotiert (Stand 2019) und wird von der Edmund-Siemers-Stiftung mitfinanziert.

## Stipendiaten und Preisträger
- 1970 Eberhard Becker, Hajo Leschke (Professor of Theoretical Physics)
- 1972 Konrad Burdach, Yitzhak Goldfine (später Verteidiger von Jürgen Schneider)
- 1975 Volker Schumpelick
- 1978 Rainer Postel (Professor an der Hochschule der Bundeswehr Hamburg)
- 1983 Ernst Schaumann
- 1986 Jürgen Basedow (Professor und einer der Leiter des Max-Planck-Institut für ausländisches und internationales Privatrecht), Wolfgang Schulze
- 1989 Matthias Böhnke (Professor und Facharzt für Augenheilkunde), Bettina Gerber, Klaus Hentschel, Michael Köhler
- 1991 Volker Bertram, Robert Diekgräf, Stephan Franke, Gernot Sinnecker
- 1993 Petra Ahrweiler, Michael Hundt, Stefan Melchior, Elisabeth Stöve
- 1995 Roland Kießling, Christian Kanzow, Peter Mankowski, Maria Tziatzi-Papagianni[1]
- 1996 Peter Mankowski
- 1997 Bettina Beer, Ulrich Mücke, Kai Vogelsang
- 2000 Oliver Bunk, Barbara Busch, Veith Mehde, Andreas Meister, Marion Müller, Steffen Patzold
- 2007 an:
  - die Kunsthistorikerin Burcu Dogramaci für ihre Habilitationsschrift Die nächste Generation – Wirken und Einfluss deutschsprachiger Architekten, Stadtplaner, Bildhauer und Kunsthistoriker in der Türkei (1927–1973)
  - die Theologin Charlotte Köckert für ihre Dissertation Christliche Kosmologie und antike Naturphilosophie
  - den Juristen und Juniorprofessor für Zivilrecht an der Universität Hamburg und Habilitand am Max-Planck-Institut für ausländisches und internationales Privatrecht Patrick C. Leyens für seine Dissertation Information des Aufsichtsrats – Ökonomisch-funktionale Analyse und Rechtsvergleich zum englischen Board.
  - die Kunsthistorikerin Gwendolin Julia Schneider für ihre Magisterarbeit über Erwin Panofsky und die Diskussion um die kunstwissenschaftlichen Grundbegriffe
- 2013 Hannes Rösler unter anderem für seine Habilitation Europäische Gerichtsbarkeit auf dem Gebiet des Zivilrechts.[2]
- 2015 Caroline Rotter[3] (Professorin für Erziehungswissenschaft)
- 2017 Johanna Huchting in Anerkennung ihrer Leistungen auf dem Gebiet der Erforschung neuer Medikamente gegen Viruserkrankungen[4]
- 2019 Heiko Puls für seine Habilitationsschrift zur Deutung von Immanuel Kants Grundlegung zur Metaphysik der Sitten[5]
- 2022 Konrad Duden für seine Habilitationsschrift über Sachenrecht und Digitalisierung[6]
- 2024 Nils Christiansen in Anerkennung seiner Forschungen über die Auswirkungen des Ausbaus erneuerbarer Energien in der Nordsee[7]